# Jieni (okręg Aluta)
Jieni – wieś w Rumunii, w okręgu Aluta, w gminie Rusănești. W 2011 roku liczyła 879 mieszkańców.